# Ścięgny
Ścięgny (niem. Steinseiffen, po 1945 krótko Kamionka, następnie do końca 2017 roku Ściegny) – wieś w Polsce położona w województwie dolnośląskim, w powiecie karkonoskim, w gminie Podgórzyn.

## Położenie
Leży ona w dolinie Skałki pomiędzy Kowarami a Karpaczem. 

## Historia
Pierwsze wzmianki o zamieszkaniu tego terenu pochodzą z początku XIV w. (około roku 1305). W XVIII w. istniał tam duży ośrodek hutniczo-kowalski, który nabrał później charakteru rolniczego. Nazwa Ściegny została administracyjnie zatwierdzona 7 maja 1946, w 2017 zmieniono ją na Ścięgny, przychylając się do uzusu lokalnych mieszkańców. . Na obszarze najwyższych zabudowań istnieje Skalne Osiedle (charakter letniskowy). Nad zabudowaniami wznosi się niewielki Kozi Grzbiet.

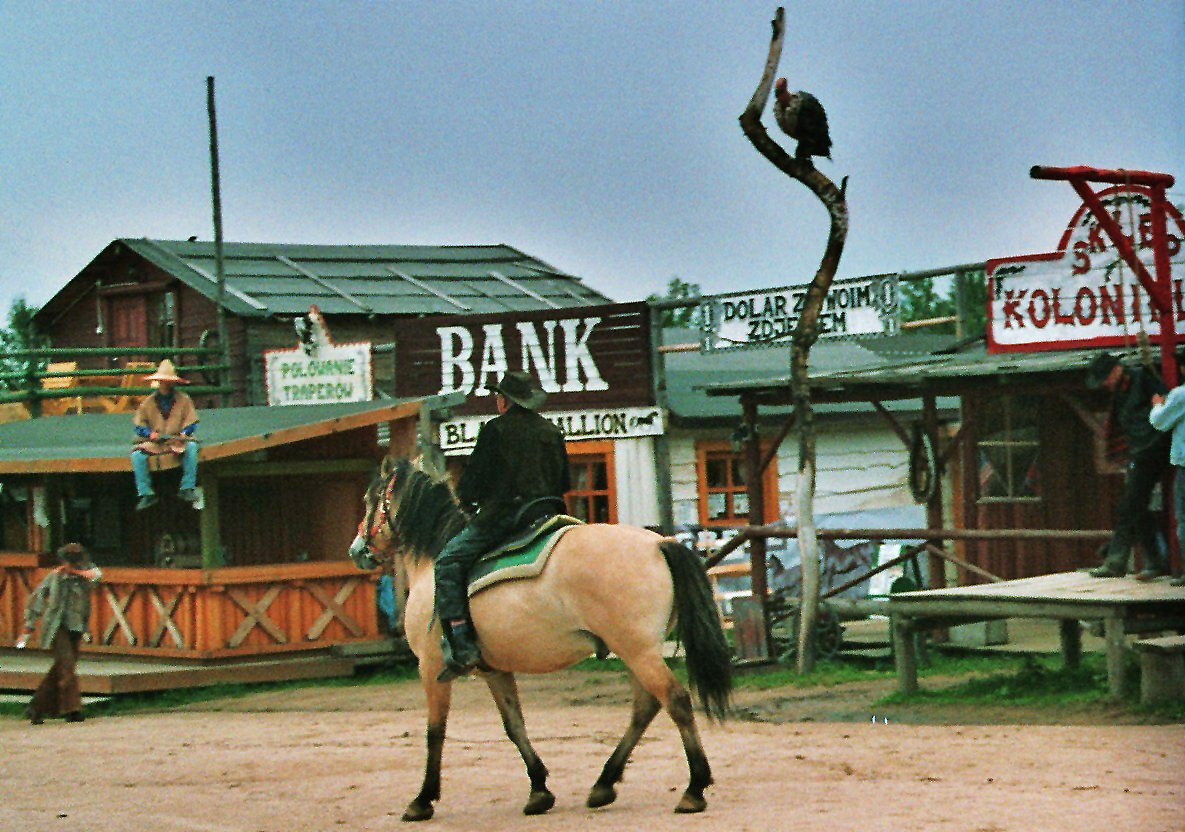
Western City w Ścięgnach

W Ścięgnach znajduje się kościół parafialny pod wezwaniem Św. Józefa Robotnika zbudowany i poświęcony w 1983 roku. Święceń dokonał ówczesny arcybiskup Henryk Gulbinowicz. Wówczas poświęcono także 2 dzwony wykonane w Hucie Małapanew w Ozimku, znanej jeszcze przed wojną odlewni dzwonów. Proboszczem parafii jest ks. Zenon Stoń.

## Zabytki
W gminnej ewidencji zabytków znajdują się budynki o numerach 12, 14, 22, 23, 39, 44, 45, 56, 61, 67, 70, 88, 91, 100, 102, 109, 112, 116, 127, 128, 129, 131, 135, 159, 168, 174 oraz stanowiska archeologiczne we wsi.

## Atrakcje turystyczne
Znajduje się tu także Miasteczko Western City, które pozwala odwiedzającym na przeniesienie się do czasów amerykańskiego Dzikiego Zachodu. Na terenie 5 ha znajduje się 12 drewnianych budynków tj.: "Chata Traperska", "Biuro Szeryfa" z więzieniem, "Sklep Kolonialny", "Bank", "Kuźnia", "Saloon", w tym są trzy restauracje.

## Podział administracyjny
W latach 1975–1998 miejscowość administracyjnie należała do województwa jeleniogórskiego.

## Galeria

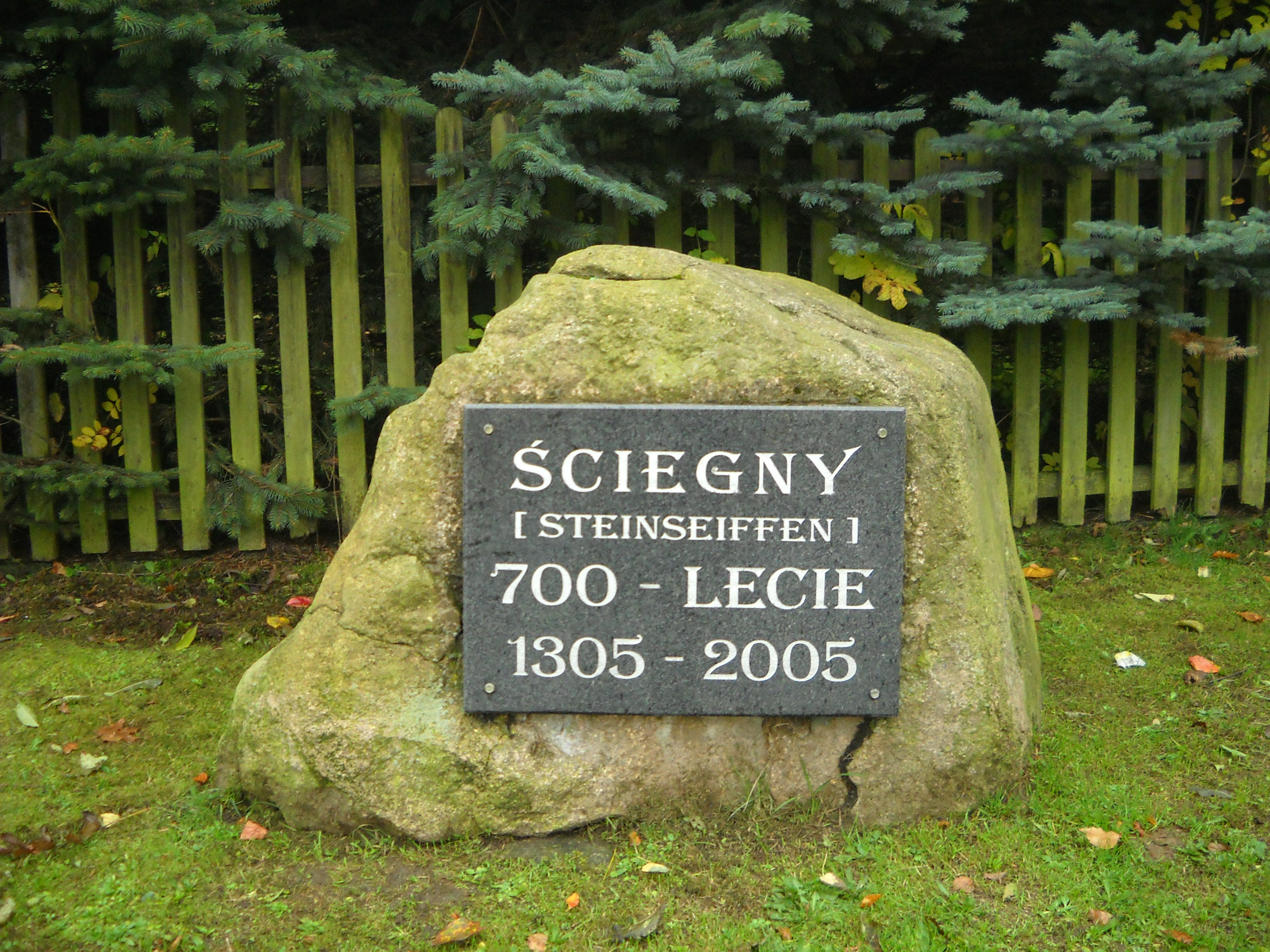
Kamień pamiątkowy Ścięgny
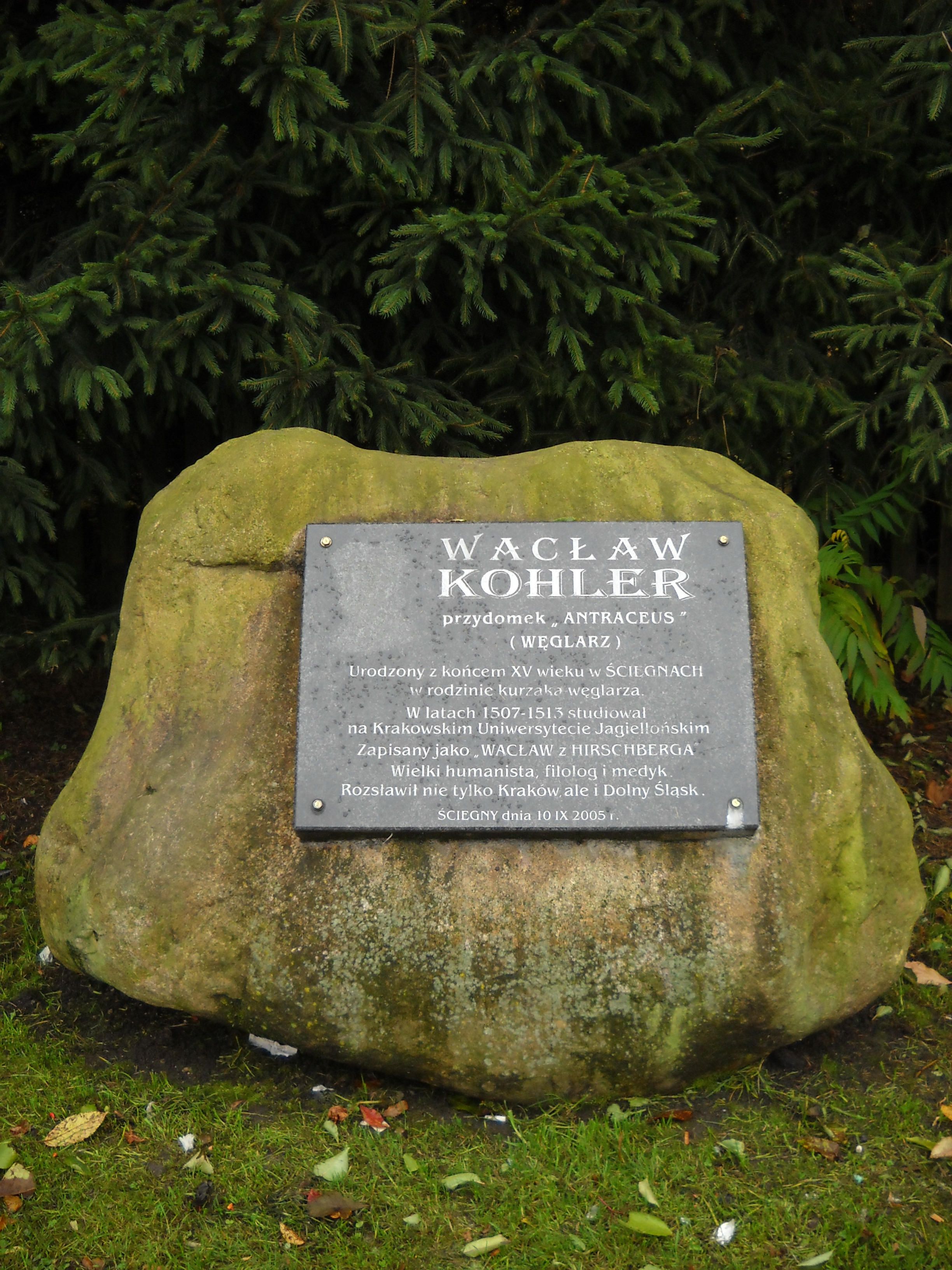
Tablica pamięci Wacława Kolera
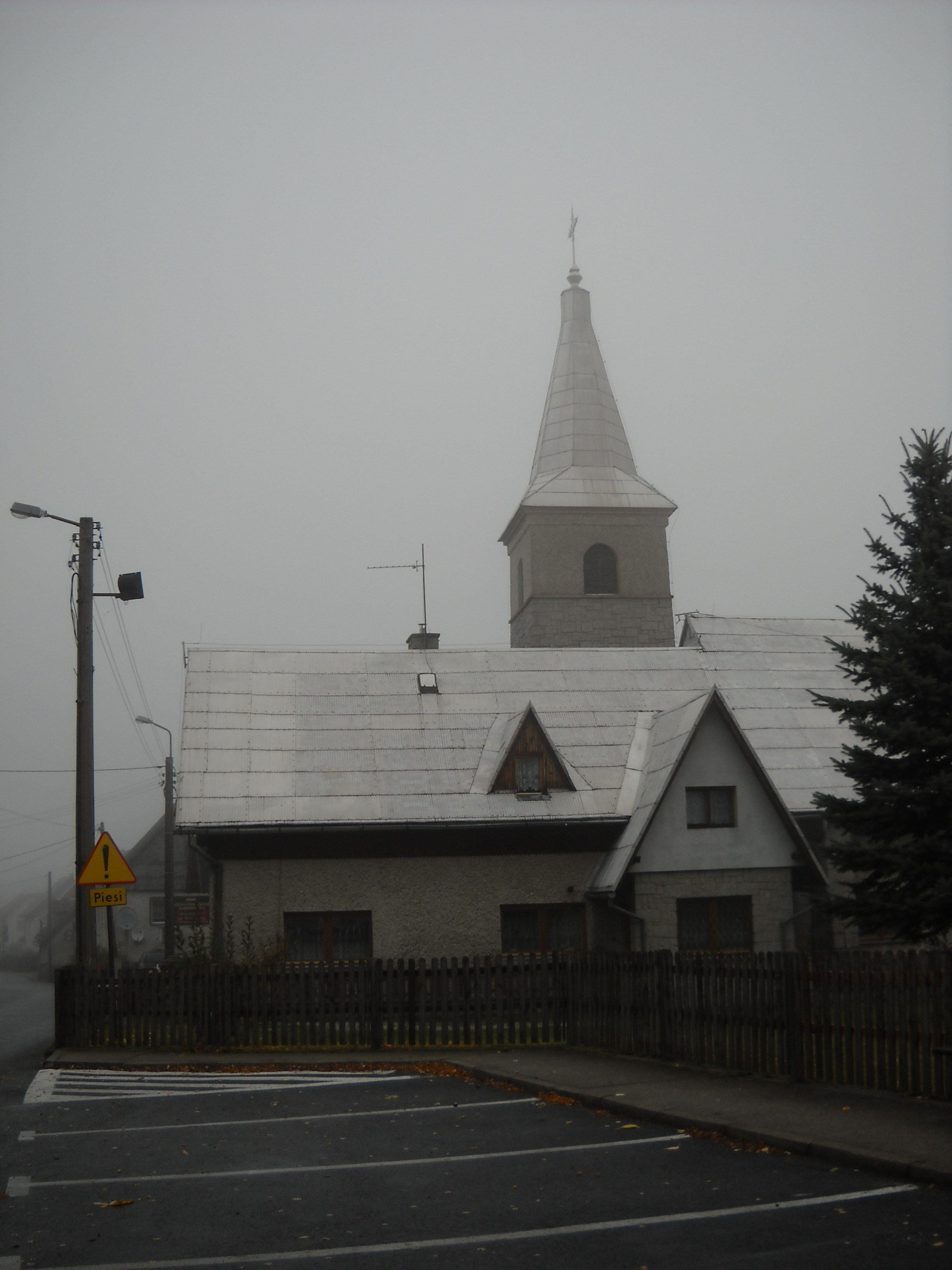
Kościół św. Józefa Robotnika
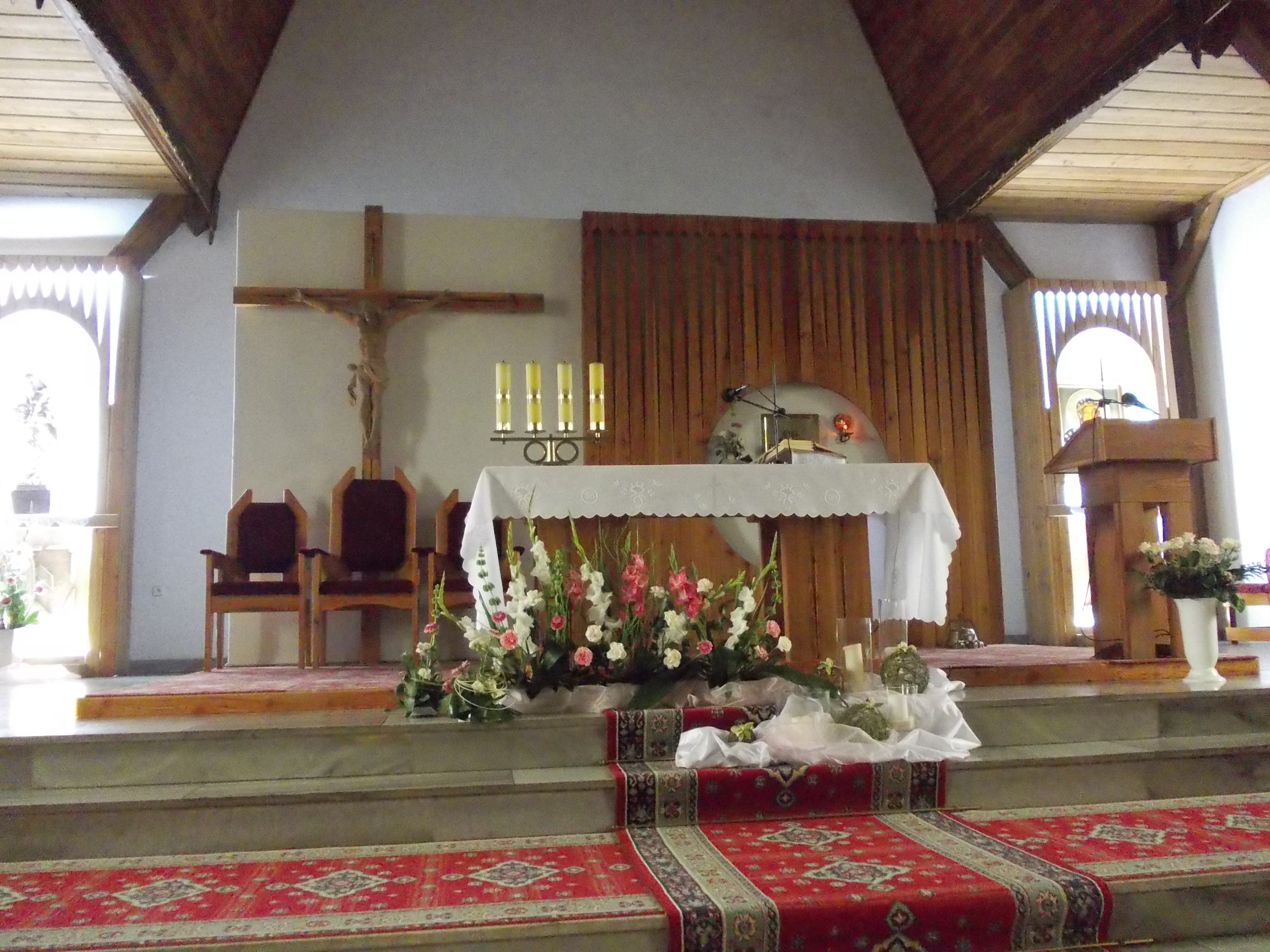
Ołtarz w kościele św. Józefa Robotnika
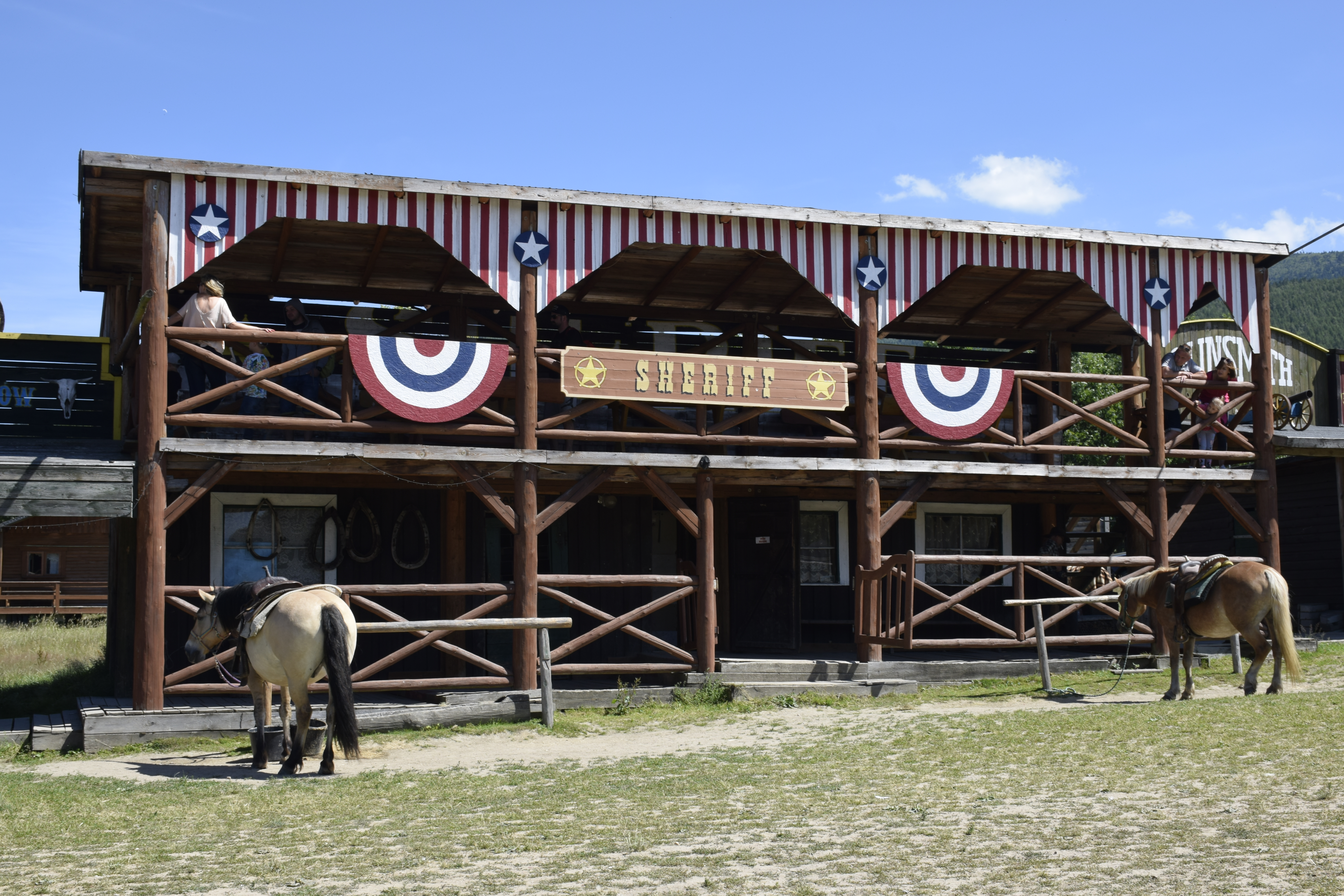
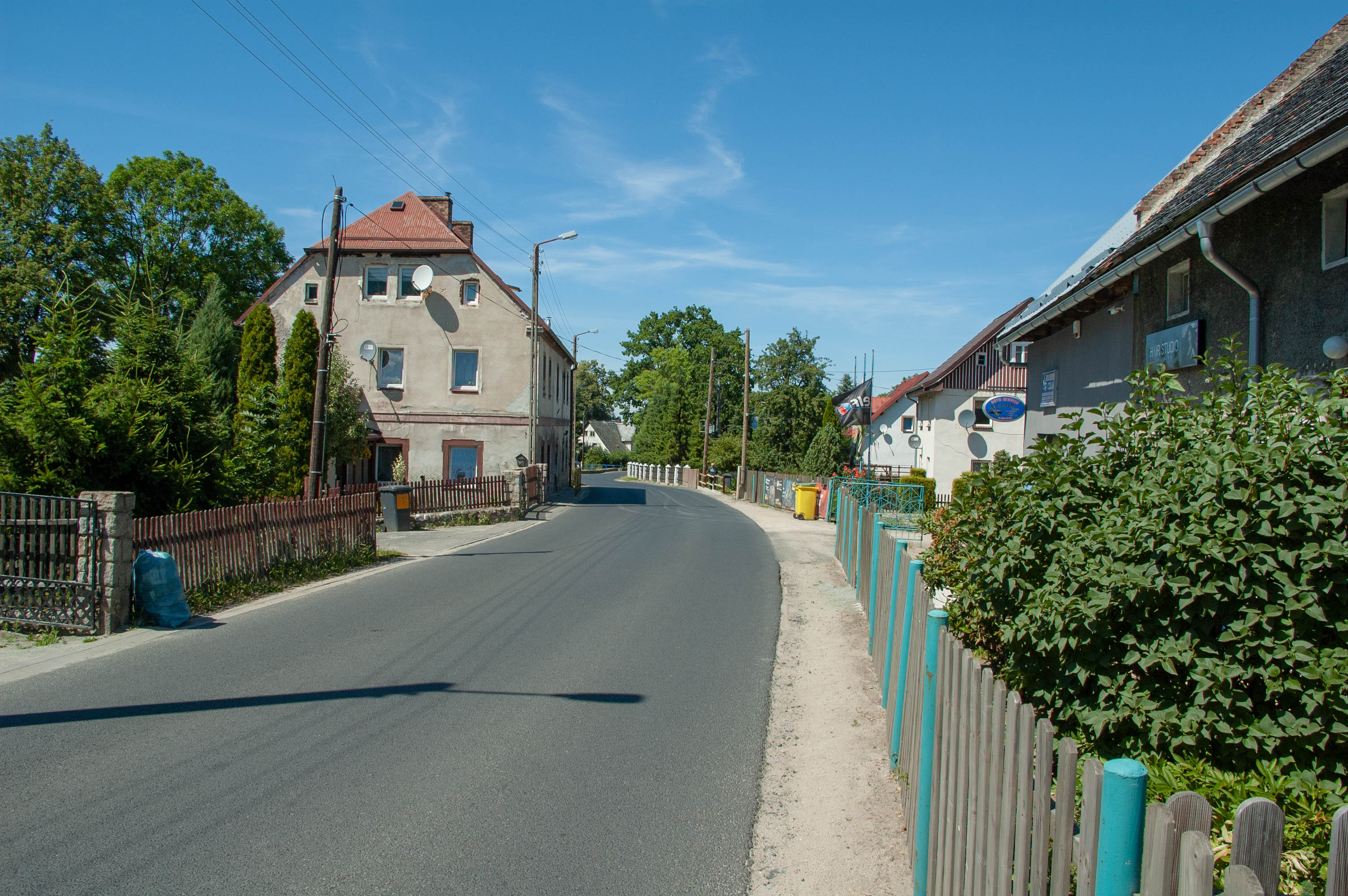